# Grafschaft Roucy
Die französische Grafschaft Roucy lag um den gleichnamigen Ort im heutigen Département Aisne in der Picardie. Sie entstand in der Mitte des 10. Jahrhunderts. 1023 kauften die Grafen die Rechte auf die Grafschaft Reims und wurden so zu Vasallen der Erzbischöfe von Reims. 1302 kam durch Erbschaft auch die Grafschaft Braine in ihren Besitz.

## Haus Roucy
- 947–967: Rainald († 10. Mai 967)
- 967–um 997: Giselbert, dessen Sohn, Vizegraf von Reims
- um 997–1033: Ebles I., wohl dessen Sohn, 1021 Erzbischof von Reims

## Haus Montdidier
- 1033–1063: Hildouin (IV.) von Montdidier, Graf von Montdidier, Herr von Ramerupt, ⚭ Alix, Tochter Ebles′ I.
- 1063–1103: Ebles II., dessen Sohn, Herr von Ramerupt
- 1103–1160: Hugo I., dessen Sohn, Herr von Nizy-le-Comte und Sevigny
- 1160–1180: Guiscard, dessen Sohn
- 1180–1196: Rudolf I., dessen Sohn
- 1196–1200: Johann I., dessen Bruder

## Haus Boves
- 1200–…: Enguerrand (III.) von Coucy, ⚭ Beatrix de Vignory, Witwe Rudolfs I.

## Haus Pierrepont
- vor 1213–1251: Johann II., Sohn Roberts von Pierrepont, Herr von Pierrepont und der Eustachie († 1221), Tochter Robert Guiscards
- 1251–1271: Johann III., dessen Sohn
- 1271–1302: Johann IV., dessen Sohn, de iure uxoris Graf von Braine und Rochefort
- 1302–1346: Johann V., dessen Sohn, Graf von Braine und Rochefort
- 1346–1364: Robert II., dessen Sohn, Graf von Braine und Rochefort
- 1364–1370: Isabelle, dessen Tochter, Gräfin von Braine und Rochefort

Isabelle verkaufte Roucy an den Herzog Ludwig I. von Anjou. Ihr Onkel Simon machte jedoch Ansprüche geltend und führte einen zwanzigjährigen Prozess vor dem Parlament von Paris, der zu seinen Gunsten endete.

## Jüngeres Haus Anjou(Valois)
- 1370–1384: Ludwig I. von Anjou, Sohn König Johanns II.
- 1384–1390: Ludwig II. von Anjou, dessen Sohn

## Haus Pierrepont
- 1390–1392: Simon, Sohn Johanns V., Graf von Braine und Rochefort
- 1392–1395: Hugo II., dessen Sohn, Graf von Braine und Rochefort
- 1395–1415: Johann VI., dessen Sohn, Graf von Braine und Rochefort
- 1415–1459: Johanna, dessen Tochter, Gräfin von Braine und Rochefort

## Haus Broyes
- 1417–1459: Robert III. († 1460), Ehemann Johannas, Herr von Commercy
- 1459–1492: Johann VII., dessen Sohn
- 1492–1504: Robert IV., dessen Neffe
- 1504–1525: Amé III., dessen Sohn
- 1525–1542: Katharina, dessen Schwester, ⚭ Antoine de Roye († 1515)

## Haus Roye
- 1542–1551: Karl I., deren Sohn
- 1551–1572: Charlotte, dessen Tochter; ⚭ François III. de La Rochefoucauld

## Haus La Rochefoucauld
- 1572–1589: Jossué, deren Sohn
- 1589–1605: Karl II., dessen Bruder
- 1605–1680: Franz I., dessen Sohn
- 1680–1690: Friedrich Karl, dessen Sohn
- 1690–1721: Franz II., dessen Sohn
- 1721–1725: Franz III., dessen Sohn
- 1725–1784: Elisabeth, dessen Tochter, ⚭ Francois Joseph de Béthune († 1739), Marquis d’Ancenis

## Haus Béthune
- 1784–1789: Armand Joseph de Béthune, († 1800), deren Sohn, Marquis de Charrost